# Nafana (Savanes)
Nafana  è una città e sottoprefettura della Costa d'Avorio appartenente al dipartimento di Kong. Conta una popolazione di 17 703 abitanti (censimento 2014).